# Sun Lakes (Arizona)
Sun Lakes es un lugar designado por el censo ubicado en el condado de Maricopa en el estado estadounidense de Arizona. En el Censo de 2010 tenía una población de 13 975 habitantes y una densidad poblacional de 1.010,82 personas por km².

## Geografía
Sun Lakes se encuentra ubicado en las coordenadas 33°12′53″N 111°52′12″O / 33.21472, -111.87000. Según la Oficina del Censo de los Estados Unidos, Sun Lakes tiene una superficie total de 13.83 km², de la cual 13.77 km² corresponden a tierra firme y (0.41%) 0.06 km² es agua.

## Demografía
Según el censo de 2010, había 13.975 personas residiendo en Sun Lakes. La densidad de población era de 1.010,82 hab./km². De los 13.975 habitantes, Sun Lakes estaba compuesto por el 97.02% blancos, el 1.22% eran afroamericanos, el 0.2% eran amerindios, el 0.84% eran asiáticos, el 0.02% eran isleños del Pacífico, el 0.23% eran de otras razas y el 0.47% pertenecían a dos o más razas. Del total de la población el 1.78% eran hispanos o latinos de cualquier raza.